# Hans-Peter Wild
 (mai 2021).
L'article doit être relu — et modifié si nécessaire — par des contributeurs indépendants pour apporter un regard critique aux contributions effectuées en violation des conditions d'utilisation de Wikipédia, tant sur la forme (notamment concernant le style encyclopédique, la proportionnalité) que sur le fond (la neutralité de point de vue, la qualité et l'indépendance des sources).
Hans-Peter Wild, né le 16 juin 1941 à Heidelberg, est un entrepreneur et juriste suisse d'origine allemande. Wild est le propriétaire et le président du Conseil d’administration du fabricant de jus de fruits Capri-Sun dont le siège se trouve à Zoug. Il détenait jusqu’en 2014 la majorité du capital de l’entreprise Wild Flavors, un des leaders dans la fabrication d’arômes naturels pour l’industrie agro-alimentaire. Hans-Peter Wild vit à Zoug et fait partie des habitants les plus riches de la Suisse.

## Biographie
Hans-Peter Wild, fils de Rudolf Wild et de Leonie Wild, naît en 1941 à Heidelberg.
Il obtient son premier examen d’État en droit à Heidelberg, avec mention. Il poursuit à Mannheim avec des études en économie d’entreprise, spécialisation en droit fiscal et contrôle économique, et un diplôme en commerce. Il passe ensuite deux années d’étude à la Sorbonne (Paris) et à Cambridge, avant d’obtenir son doctorat à la faculté de droit de l’université de Mannheim avec le travail "Das marktbeherrschende Unternehmen im französischen Recht".
Après sa formation, Wild travaille dans l’entreprise familiale Diersch & Schröder, à Brême, où il occupe durant quatre ans le poste de directeur général responsable des secteurs Huiles minérales, Chimie et Compagnie maritime.

## Activité entrepreneuriale
Hans-Peter Wild rejoint Wild, l’entreprise de ses parents en 1974. Il n’a de cesse de poursuivre l’expansion de l’entreprise dans le secteur des arômes au niveau international et de la marque Capri-Sonne. En 1979, il engage le champion du monde de boxe Mohamed Ali pour représenter la marque et transforme ainsi l’ancienne entreprise allemande en grand groupe international.
Afin de préparer une possible entrée en bourse de la division Arômes, Hans-Peter Wild vend en 2010 une part minoritaire de 35% de Rudolf Wild GmbH & Co. KG à l’investisseur financier Kohlberg Kravis Roberts & Co. (KKR). Fin 2014, Wild et KKR vendent la société mère Wild Flavors devenue suisse ainsi que le fabricant allemand de préparations aux fruits Wild Dairy Ingredients, situé à Nauen, au groupe américain Archer Daniels Midland. Ne faisaient pas partie de cette transaction l’ensemble des sociétés Capri-Sun, ni l’entreprise de construction de machines Indag située à Eppelheim (aujourd’hui : Pouch Partners ), la filiale technologique de Wild qui fabrique notamment les machines de production et d’emballage pour les gourdes Capri-Sun. Ces entreprises sont restées la propriété de Wild.
Hans-Peter Wild pilote depuis le Family Office, Wild Group Management, situé à Zoug de nombreuses autres participations directes à des entreprises dans les secteurs de la biotechnologie et des technologies disruptives, et gère sa fortune. Outre ses participations industrielles, Wild est propriétaire de deux hôtels de luxe de Salzbourg, le Goldener Hirsch et le Schloss Mönchstein.

## Engagements

### Vie sociale et culture
Hans-Peter Wild est président de la Leonie Wild-Stiftung, qu’il a fondée en 1997 avec sa mère. Cette fondation œuvre tout particulièrement à Eppelheim et dans la région Rhin-Neckar en faveur des citoyens dans le besoin. Elle s’implique aussi dans des projets sociaux et culturels. En 2016, Hans-Peter Wild a fait don de 16,5 millions de dollars à la Marine Corps Scholarship Foundation en remerciement de l’intervention militaire américaine lors de la Seconde Guerre mondiale et pour avoir libéré les Allemands de la présence des nazis,.

### Musique
Hans-Peter Wild est mécène de la Astona Summer Music Academy, qui offre chaque année à de jeunes musiciens très talentueux originaires de divers pays la possibilité de jouer ensemble sous la direction de professeurs de musique renommés, et ainsi de perfectionner leur maîtrise de leur instrument. Il soutient également le Festival de Salzbourg et il est membre du curatorium du Heidelberger Frühling, qui organise chaque année un festival international de musique et assure le parrainage intellectuel de musiciens de la nouvelle génération.

### Sciences et médecine
Dans le cadre de la promotion de la science, Hans-Peter Wild soutient les universités de Heidelberg et de Mannheim, ainsi que l’Hôpital universitaire de Zurich et l’Hôpital Johns Hopkins. Le projet Human Brain Project initié en 2013 par l’Union européenne vise à permettre de comprendre la structure et le fonctionnement du cerveau à l’aide de l’intelligence artificielle. Le programme de bourse de l’université de Heidelberg Wild Talent Scholarship s’adresse aux jeunes étudiants des disciplines STIM. Wild a co-financé avec la fondation universitaire de l’université de Mannheim un programme destiné à attirer la relève scientifique. Dans le domaine de la médecine intensive, l’hôpital universitaire de Zurich travaille sur divers projets financés par des dons de Hans-Peter Wild.
En 2001, Hans-Peter Wild a fait don de la Wild Chair for Family Business à la haute école d’économie privée International Institute for Management Development (IMD), située à Lausanne.

### Sport
En 1980, Hans-Peter Wild reprend l’équipe cycliste du fabricant de glace belge Ijsboerke et la renomme Capri-Sonne – Koga Miyata. Cette équipe cycliste est dissoute en 1982.
En 2006 naît un litige porté en place publique et opposant les amateurs de sport Hans-Peter Wild et Dietmar Hopp. Ce litige concerne l’utilisation d’une surface utilisée à des fins agricoles sur le territoire communal de Heidelberg : Hans-Peter Wild veut l’utiliser pour agrandir son usine tandis que Dietmar Hopp envisage d’y construire un stade de football pour la Bundesliga. Finalement, la PreZero-Arena est construite à Sinsheim, à 35 kilomètres de Heidelberg.
En 2007, il fonde la Wild Rugby Academy, une fondation d’utilité publique visant à promouvoir le rugby et à amener le rugby allemand jusqu’à un niveau lui permettant de jouer un rôle sur la scène internationale. Outre la promotion de ce sport auprès des jeunes au niveau amateur, Hans-Peter Wild a pour objectif de soutenir l’équipe nationale allemande. Sur le plan sportif, l’équipe nationale masculine de rugby à XV soutenue par la Wild Rugby Academy échoue aux portes de la qualification pour la participation à la Coupe du monde de rugby. Wild met toutefois un terme à la coopération avec la Fédération allemande de rugby en 2017 car il considère que les conditions financières sont trop instables et que les structures fédérales ne sont pas suffisamment professionnelles pour enregistrer d’autres succès au niveau international. Il rachète en 2017, par nostalgie de ses études dans la capitale française et afin de mieux comprendre les structures professionnelles du rugby, les parts du Stade français Paris Rugby, célèbre club de rugby d’élite français, détenues par l’entrepreneur français Thomas Savare. Il est depuis 2019 le Président du Conseil d’Administration.

## Distinctions
Hans-Peter Wild est depuis 1996 sénateur honoraire de l’université de Heidelberg. Il a reçu en 2004 le Bayerischer Bierorden, l’ordre de la bière bavaroise. En juin 2006, la ville d’Eppelheim l’a nommé citoyen d’honneur pour son action entrepreneuriale et son engagement social envers les employés de son entreprise et les installations sociales à Eppelheim et dans la région.

## Publications
- Das marktbeherrschende Unternehmen im französischen Recht, dissertation, Mannheim 1968[4].
- Capri-Sonne. Die Faszination einer Weltmarke, Frankfurt am Main 2001  (ISBN 3-89843-036-7)
- Portrait eines Global Players: Geschmack ist weltweit unsere Stärke[20].

## Littérature
- Christian Deutsch : Weltmarke made in Eppelheim – Portrait de Hans-Peter Wild en tant que sénateur honoraire de l’université de Heidelberg, le 10 décembre 2003
- Martin Bernhard : Globalisierung auf kurpfälzische Art, Die Welt, 22 avril 2006 (online)
- Karsten Langer : Hans-Peter Wild: Herr Capri-Sonne, Manager Magazin, 22 juillet 2004 (en ligne)